# Колбасин, Сергей Григорьевич
Серге́й Григо́рьевич Колба́син (22 сентября 1895 — 8 декабря 1952, Тула) — начальник Тульского оружейно-технического училища (1949—1952), генерал-майор инженерно-технической службы.

## Биография
Происхождением из мещанского сословия. После окончания Ташкентского кадетского корпуса 1 января 1914 года поступил в Сергиевское артиллерийское училище в Одессе. В декабре 1914 года по ускоренному выпуску был произведён из фельдфебелей в подпоручики и отправлен на «австрийско-германский» фронт в составе 5-й тяжёлой артиллерийской бригады. Служил в русской армии до февраля 1918 года. За это время прошёл путь от подпоручика до штабс-капитана. «За отличия в делах против неприятеля был пожалован» семью орденами. Последнее место службы в русской армии — 32-й отдельный полевой тяжёлый артиллерийский дивизион. В феврале 1918 года «уехал с фронта» (формулировка послужного списка).
31 июля 1918 года С. Г. Колбасин был мобилизован в Туркестанские советские командные курсы артиллерийским инструктором. С 24 января по 20 марта 1919 года принял участие «в двух походах по преследованию банды Осипова». С 31 августа по 15 октября 1919 года находился на Актюбинском фронте Гражданской войны. А с 31 августа по 25 сентября 1920 года на Бухарском фронте.
В период с 1920-го по 1927-й годы преподавал артиллерийское дело на артиллерийском отделении Ташкентской Объединенной военной школы имени В. И. Ленина (название училища дано на июнь 1927 года). В июле 1927 года, после объединения с Объединённой среднеазиатских национальностей военной школой и Военно-политической школой, оно было реорганизовано в Объединенную Среднеазиатскую военную школу имени В. И. Ленина.
В 1927—1929 годы проходил службу в должности начальника учебного отдела 1-й Киевской артиллерийской школы (КАШ). Впоследствии — Киевское высшее ордена Ленина Краснознаменное зенитное ракетное инженерное училище им. С. М. Кирова (КВЗРИУ).
В 1929—1931 годы проходил обучение на артиллерийском факультете в Военно-технической академии РККА, созданной в результате реорганизации Артиллерийской академии РККА и Военной академии инженерных войск и электротехники в городе Ленинграде.
В период с 1931-го по 1943-й годы проходил службу в Ленинградском Краснознаменном артиллерийском техническом училище (ЛАТУ) на следующих должностях, последовательно: руководитель цикла артиллерии, начальник учебного отдела училища, заместитель начальника училища по учебно-строевой части. В период с сентября 1941 по апрель 1942 года временно исполнял должность начальника училища. Начальник ЛАТУ генерал-майор Г. М. Черемисинов отбыл на Карельский перешеек и возглавил срочно сформированную Особую курсантскую бригаду (ОКБ) Северного фронта для прикрытия переправ через реки Тайполен-Йоки и Вуокса и узлов дорог на Выборгском направлении. При длительном отсутствии штатного начальника училища вся ответственность за организацию и размещение училища в эвакуации в Ижевске была возложена на С. И. Колбасина. Представляя полковника С. Г. Колбасина к ордену Красной Звезды в 1943 году, начальник ЛАТУ генерал-майор Г. М. Черемисинов так описывает подвиг своего подчинённого в наградном листе:

«…В 1941 году и в начале 1942 г., во время моего длительного отсутствия, т. Колбасин в течение семимесячного срока командовал училищем и приложил очень много энергии и заботливости к наилучшему размещению училища на новом его месте. Проявляя всегда в своей работе инициативу и пользуясь своей высокой эрудицией, т. Колбасин успешно доводит до конца начатое дело с высокими показателями организованности. Эти выдающиеся качества т. Колбасина в значительной мере способствовали успешному выполнению задач, возложенных на училище за время пребывания в нём т. Колбасина…»
— Запись начальника Ленинградского артиллерийского технического училища Г. М. Черемисинова в наградном листе. 
  ЦАМО. Наградной лист в электронном банке документов «Подвиг народа»..
Указом Президиума Верховного Совета СССР от 9 июля 1943 года полковник-инженер Колбасин Сергей Григорьевич был награждён орденом Красной Звезды.
В 1943—1949 годы инженер-полковник (с 16 мая 1944 года генерал-майор инженерно-артиллерийской службы) С. Г. Колбасин занимал должность заместителя начальника Высшей офицерской артиллерийской технической школы (ВОАТШ), созданной 26 июня 1943 года приказом Народного Комиссара обороны СССР № 389. Местом дислокации школы с 1943 по 1946 годы был город Тула. Затем она была передислоцирована в город Пензу.
16 мая 1944 года инженер-полковнику Колбасину С. Г. было присвоено очередное воинское звание «генерал-майор инженерно-артиллерийской службы».
В октябре 1949 года он был назначен на должность начальника Тульского оружейно-технического ордена Ленина училища имени Тульского пролетариата (ТОТУ). Так в 1940—1950-е гг. назывался Тульский артиллерийский инженерный институт.
В книге «Тульский артиллерийский инженерный институт. Исторический очерк», изданной в 2004 году к 135-летию института, о С. Г. Колбасине говорится следующее:

… Высокоэрудированный, с глубокими профессиональными знаниями, он внёс в жизнь училища немало новых, существенно преобразующих начинаний. В период его командования происходило фундаментальное переоборудование учебных лабораторий, классов и мастерских, разрабатывались действующие макеты по новым образцам оружия. Рационализаторская работа приобрела творческий, системный характер. Были объявлены поощрительные конкурсы на лучшие учебные лаборатории…
— Тульский артиллерийский инженерный институт. Исторический очерк.
По итогам 1951/1952 учебного года ТОТУ заняло первое место среди артиллерийских училищ Советской Армии. Несомненно, в этом прямая заслуга начальника училища С. Г. Колбасина.
Сергей Григорьевич Колбасин руководил ТОТУ вплоть до 1953 года. В декабре 1952 года при возвращении из командировки он скоропостижно скончался в поезде Москва — Тула.

Могила С. Г. Колбасина на Всехсвятском кладбище

Похоронен С. Г. Колбасин на Всехсвятском кладбище города-героя Тулы, возле главного кафедрального собора Всех Святых.

## Награды
Награды Российской Империи и Временного Правительства:
- Орден Святой Анны 2-й степени с мечами
- Орден Святого Станислава 2-й степени с мечами
- Орден Святого Георгия 4-й степени (по статуту А. Ф. Керенского)
- Орден Святого Равноапостольного Князя Владимира 4-й степени с мечами и бантом
- Орден Святой Анны 3-й степени с мечами и бантом
- Орден Святого Станислава 3-й степени с мечами и бантом
- Орден Святой Анны 4-й степени с надписью «За храбрость»

Советские государственные награды:
- орден Ленина
- два ордена Красного Знамени
- орден Отечественной войны I степени (22.11.1944)
- орден Отечественной войны I степени (17.11.1945)
- орден Красной Звезды (1943)
- медали:
  - медаль «За победу над Германией в Великой Отечественной войне 1941—1945 гг.» (1945)
  - юбилейная медаль «XX лет Рабоче-Крестьянской Красной Армии» (1938)
  - юбилейная медаль «30 лет Советской Армии и Флота» (1948)